# Mateo de la Mata Ponce de León
Mateo de la Mata Ponce de León, o Mateo de la Mata y Ponce de León (Requena, ... – Lima, 16 novembre 1720), fu un amministratore coloniale spagnolo in Perù. Fu presidente dell'Audiencia di Quito dal 1691 al 1699, a quel tempo parte del Vicereame del Perù. Dal 2 marzo al 15 agosto 1716 fu anche viceré del Perù ad interim.

## Inizio carriera
Mateo de la Mata nacque a Requena, in Spagna orientale. I genitori erano Mateo de Cuenca Mata e Isabel Ponce de León Iranzú. Studiò a San Ildefonso de Alcalá per otto anni. Si laureò in diritto presso l'Università di Salamanca e presso l'Università di Osuna. Fu cavaliere dell'ordine di Calatrava.
Fu oidor dell'Audiencia di Santa Fe de Bogotà a partire dall'agosto 1674. Il 31 ottobre 1680 fu promosso alcalde criminale di Lima. In questo periodo sposò Luisa de Céspedes, nativa di Lima e figlia di Juan Antonio de Céspedes y Toledo, cavaliere dell'ordine di Santiago, e di María de Arcos y Aguilar, nativa di Lima. Dal 26 gennaio 1687 fu oidor in dell'Audiencia di Lima.

## Presidente dell'Audiencia di Quito
Mata Ponce de León fu nominato presidente dell'Audiencia di Quito per decreto datato 27 ottobre 1689, assumendo però il ruolo solo il 10 gennaio 1691. Governò fino al 1699, quando divenne avvocato ed oidor a Lima. Come era solito per l'Audiencia di Quito, nei primi due anni di governo fu anche visitador general.
Quando Mata assunse la presidenza di Quito, quasi tutti i bucanieri avevano abbandonato il Pacifico. Nonostante questo dovette affrontare le conseguenze di dieci anni di attacchi dei pirati. Si assunse l'incarico della ricostruzione della città di Guayaquil. Nel 1693 inviò l'oidor Cristóbal de Cevallos y Borja a controllare il progetto e la costruzione di Guayaquil. Il corregidor di Guayaquil, Fernando Ponce de León, morì nel 1694, e Mata lo sostituì con l'oidor Cevallos fino all'arrivo del nuovo corregidor nominato dal re. Nel 1696 Mata andò a Guayaquil per controllare personalmente in lavori.
Durante la sua amministrazione l'Audiencia guadagnò potere e migliorò la situazione economica. D'altra parte si verificarono numerose catastrofi naturali, come il terremoto del 1692 di Latacunga, in cui morirono 8000 dei 22 000 abitanti. Nel 1693 la peste colpì Quito ed i territori circostanti. Mata si preoccupò del fatto che la malattia venisse curata, e le medicine distribuite, stanziando soldi propri per raggiungere l'obbiettivo.
Ci fu una grave siccità negli ultimi sette anni del XVII secolo. Infine, il 20 giugno 1698 un nuovo terremoto distrusse quel poco di Latacunga che era stato ricostruito, interessando anche Ambato e Riobamba. Vi furono molti morti.

## Ultimi anni
Nel 1699, dopo essere stato presidente dell'Audiencia di Quito, divenne di nuovo oidor a Lima. Il re si offrì di promuoverlo assegnandogli un posto nel Consiglio delle Indie come ricompensa per i suoi servizi, ma Mata preferì restare a Lima. Nel 1716 il viceré Diego Ladrón de Guevara, vescovo di Quito, fu rimosso dall'incarico di viceré. Mata, essendo il decano dell'Audiencia di Lima, fu governatore ad interim e capitano generale del Vicereame del Perù. Rimase in carica dal 2 marzo al 15 agosto 1716. Morì a Lima il 16 novembre 1720.